# Quartiere ebraico di Cordova

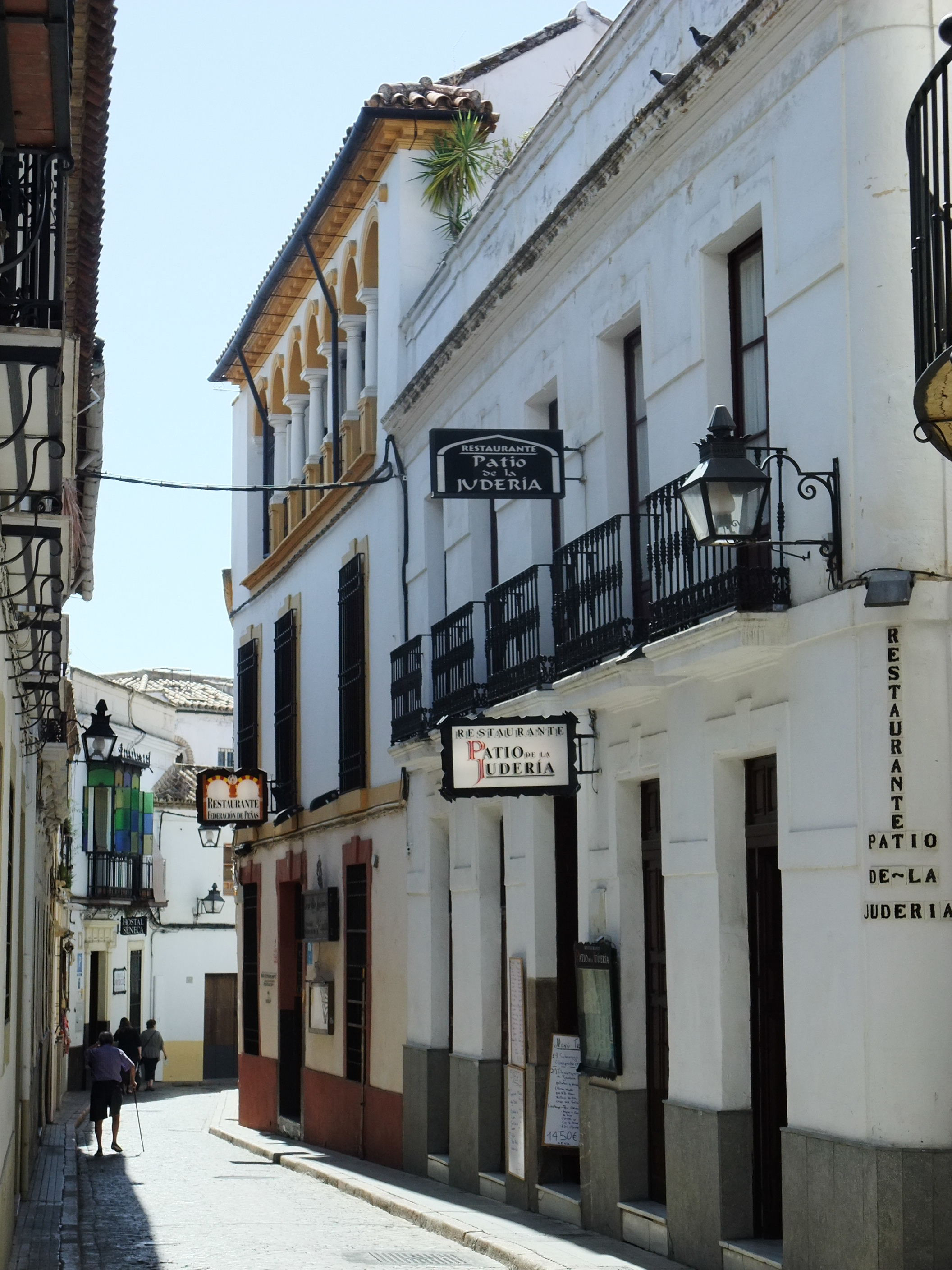
Strada della judería di Cordova

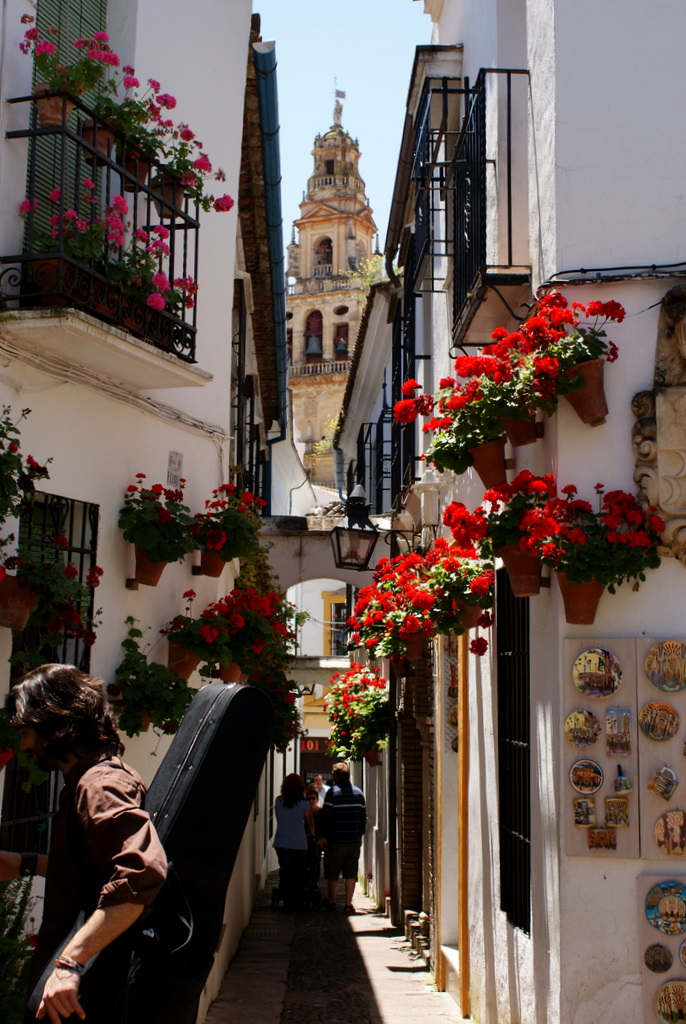

Il quartiere ebraico di Cordova (Judería in lingua spagnola) è la zona della città di Cordova dove vivevano gli ebrei. Si trova a nord-est della Grande moschea (oggi Moschea-Cattedrale), in una zona a ridosso del centro cittadino che testimonia l'importanza che la comunità ebraica aveva nella città.

## Storia
La presenza ebraica a Cordova è attestata già dal II secolo. Perseguitati dai Visigoti, gli ebrei si allearono coi musulmani, sicché nel X secolo la comunità ebraica conviveva in pace con quella cristiana e quella islamica sotto il governo dell'Islam: un esempio di tolleranza. Durante i quattro secoli di egemonia omayyade, le attività culturali, artistiche e commerciali dei musulmani fecero di al-Andalus un paese di grande cultura. La tolleranza si concluse nel XIV secolo con il dominio cristiano: risalgono al 1391 i primi pogrom e nel 1492 con l'avvento dei re cattolici gli ultimi ebrei rimasti furono cacciati dalla città.

## Il quartiere oggi
Oggi la Juderia, più piccola di quella originale, è un quartiere di vie strette e casette bianche, in mezzo alle quali sorgono numerosi i tipici patios cittadini. È molto visitata dai turisti anche per i numerosi monumenti presenti (la Moschea, la Sinagoga, il Zoco comunale, il Museo Taurino). Fa parte del centro storico di Cordova, che fu dichiarato Patrimonio dell'Umanità dall'UNESCO nel 1994.